# Mastel
O mastel é um tipo de pão típico da região da Flandres, na Bélgica.
Mastellen são feitos a partir de farinha, leite, manteiga, açúcar e canela. O formato do pão é redondo com um furo em seu centro e, portanto, similar ao de um bagel ou uma rosquinha. No passado, os mastellen eram assados e vendidos por muitos padeiros em Bruxelas e no oeste do Brabante Flamengo, na região conhecida como Pajottenland. No entanto, eles progressivamente se tornaram mais incomuns nessas regiões; hoje em dia, os mastellen são encontrados facilmente apenas em Gante.
O mastel pode ser servido puro ou acompanhado de diversos recheios ou cobertura. Um tipo de mastel comum em cafés da manhã é o pão cortado ao meio e recheado com ovos mexidos e bacon. Em Gante, uma versão popular é o gestreken mastel (mastel prensado). O mastel é cortado ao meio, recheado com manteiga e açúcar mascavo, coberto por papel-alumínio ou papel manteiga e então prensado com um ferro de passar. Essa receita tradicional é muito comum durante o Patersholfeest, um festival culinário realizado anualmente na área de Patershol, no centro de Gante.
Os mastellen são vendidos frescos ou secos. Para secar o pão, eles são resfriados após serem assados e secos em um forno em temperatura amena. Os mastellen secos são comumente utilizados como base para fazer Aalsterse vlaai, um tipo de torta típico de Aalst.